# 大湊駅
大湊駅（おおみなとえき）は、青森県むつ市大湊新町（しんちょう）にある、東日本旅客鉄道（JR東日本）大湊線の駅。大湊線の終着駅である。
緯度では一つ手前の下北駅よりわずかに南に位置するため本州最北端の駅を名乗ることができず、「てっぺんの終着駅」という看板が駅玄関に取り付けられている。

## 歴史

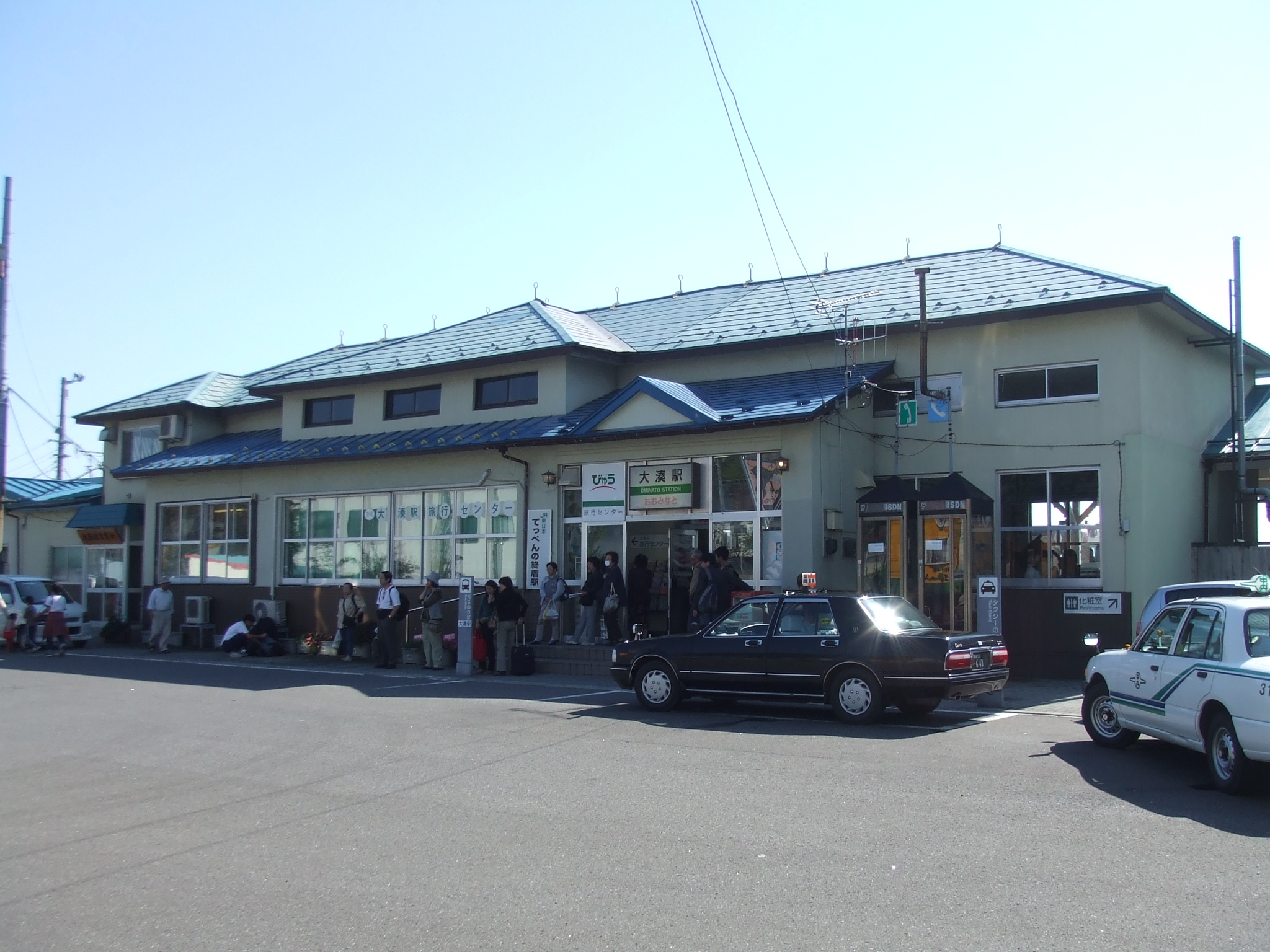
リニューアル前の駅舎
（2007年10月）

かつてはこの地に大湊海軍航空隊が所在し、当駅の乗降客も多く周辺商店も活気づいていた。しかし、大湊町と田名部町が大湊田名部市（後のむつ市）として合併する際に市役所が田名部地区に設置されたことなどもあって、以前に比べると利用頻度が低い。

### 年表
- 1921年（大正10年）9月25日：開業[2]。
- 1972年（昭和47年）3月15日：貨物の取り扱いを廃止[2]。
- 1985年（昭和60年）3月14日：荷物の扱いを廃止[2]。
- 1987年（昭和62年）4月1日：国鉄分割民営化によりJR東日本の駅となる[2]。
- 1993年（平成5年）12月1日：駅構内に大湊線営業所を設置。
- 1997年（平成9年）12月31日：JRバス大湊駅きっぷ売場を廃止。
- 2002年（平成14年）：東北の駅百選に選定される。
- 2010年（平成22年）12月：駅舎をリニューアル。
- 2011年（平成23年）9月30日：駅レンタカーの営業を終了。翌日より、隣の下北駅へ移転。
- 2012年（平成24年）11月9日：大湊駅旅行センターが廃止。
- 2019年（令和元年）9月1日：会津若松駅と姉妹駅協定を締結[3][4]。
- 2021年（令和3年）12月1日：業務委託化。大湊駅長を廃止し、青森駅長管理下となる。
- 2024年（令和6年）10月1日：えきねっとQチケのサービスを開始[1][5]。

## 駅構造
頭端式ホーム2面2線を有する地上駅である。かつては引き込み線がある2面3線で大湊線・大畑線気動車が配置されていた大湊運転区（その後大湊線営業所→廃止）があったが、留置線1本を残し撤去され、更地になっている。ただし、当駅での夜間滞泊は設定されている。
青森営業統括センター（青森駅）が管理し、JR東日本東北総合サービスが受託する業務委託駅。当駅と下北駅で大湊ブロックを構成し、ブロック長が配置されている。直営駅時代は管理駅として、大湊線の各駅（起点の野辺地駅を除く）を管理していた。
駅舎にはみどりの窓口とタッチパネル式自動券売機が設置されている。以前は売店（KIOSK）も出店していた。

### のりば
| 番線 | 路線    | 行先       |
| ---- | ------- | ---------- |
| 1・2 | ■大湊線 | 野辺地方面 |

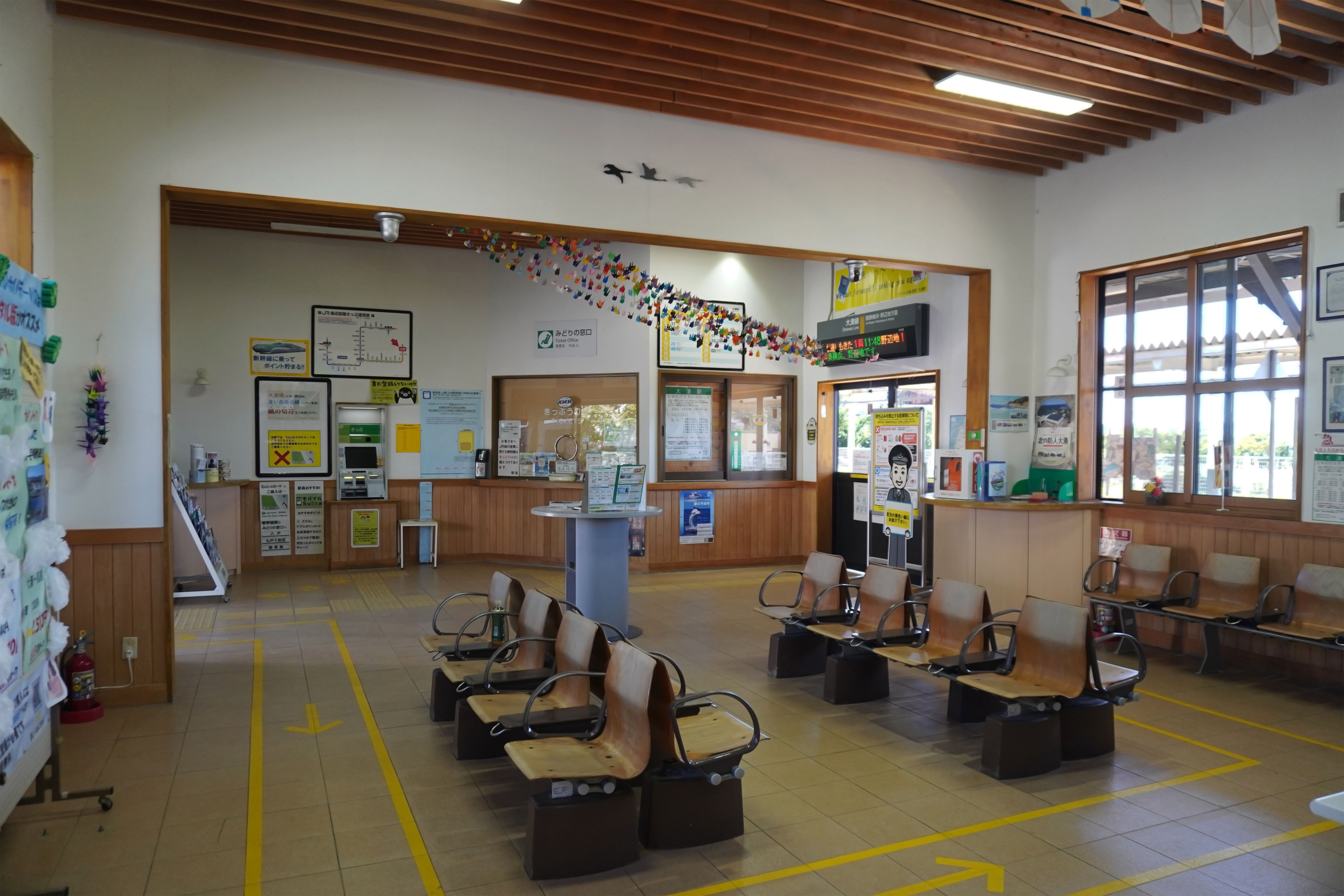
駅舎内（2024年9月）
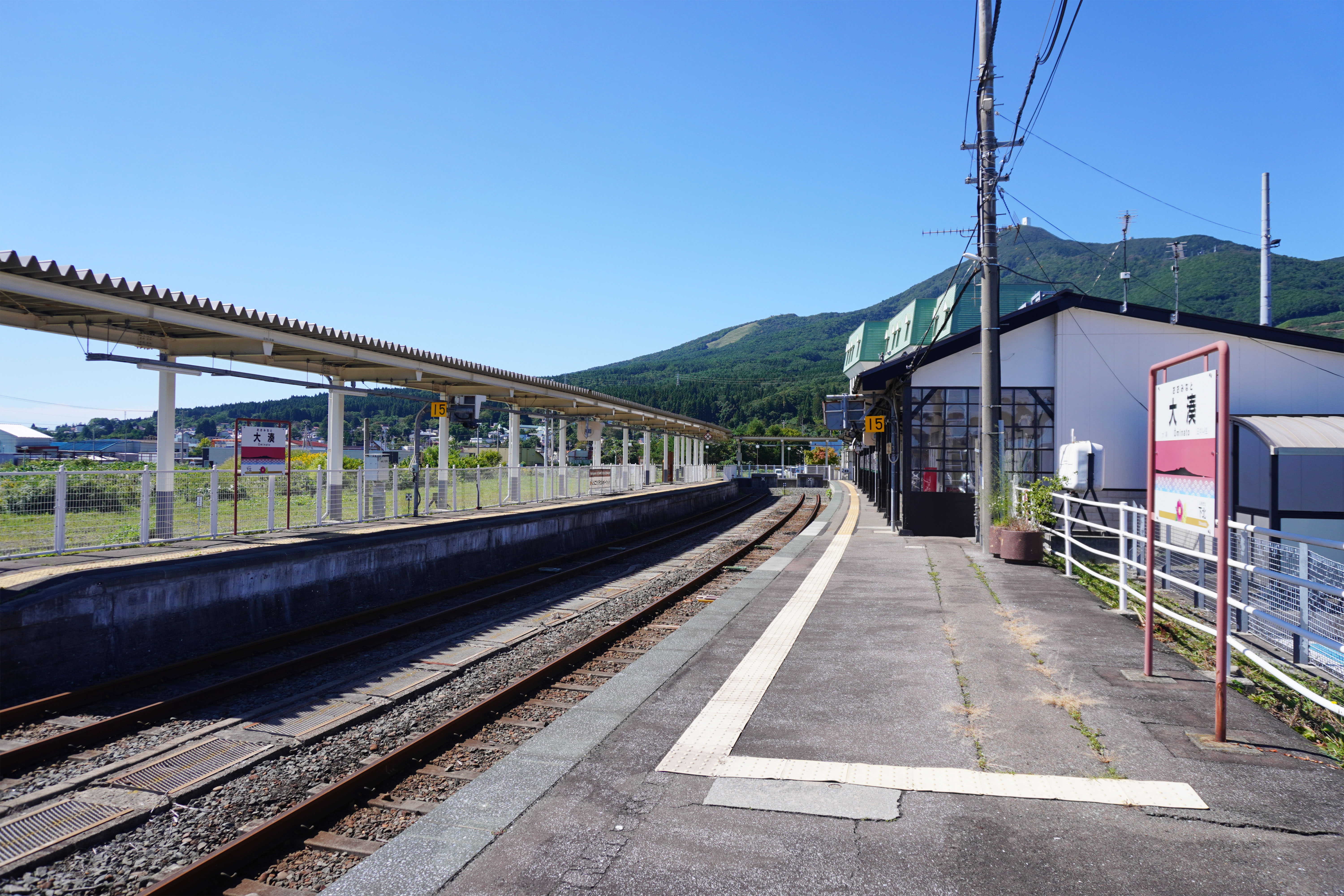
ホーム（2024年9月）
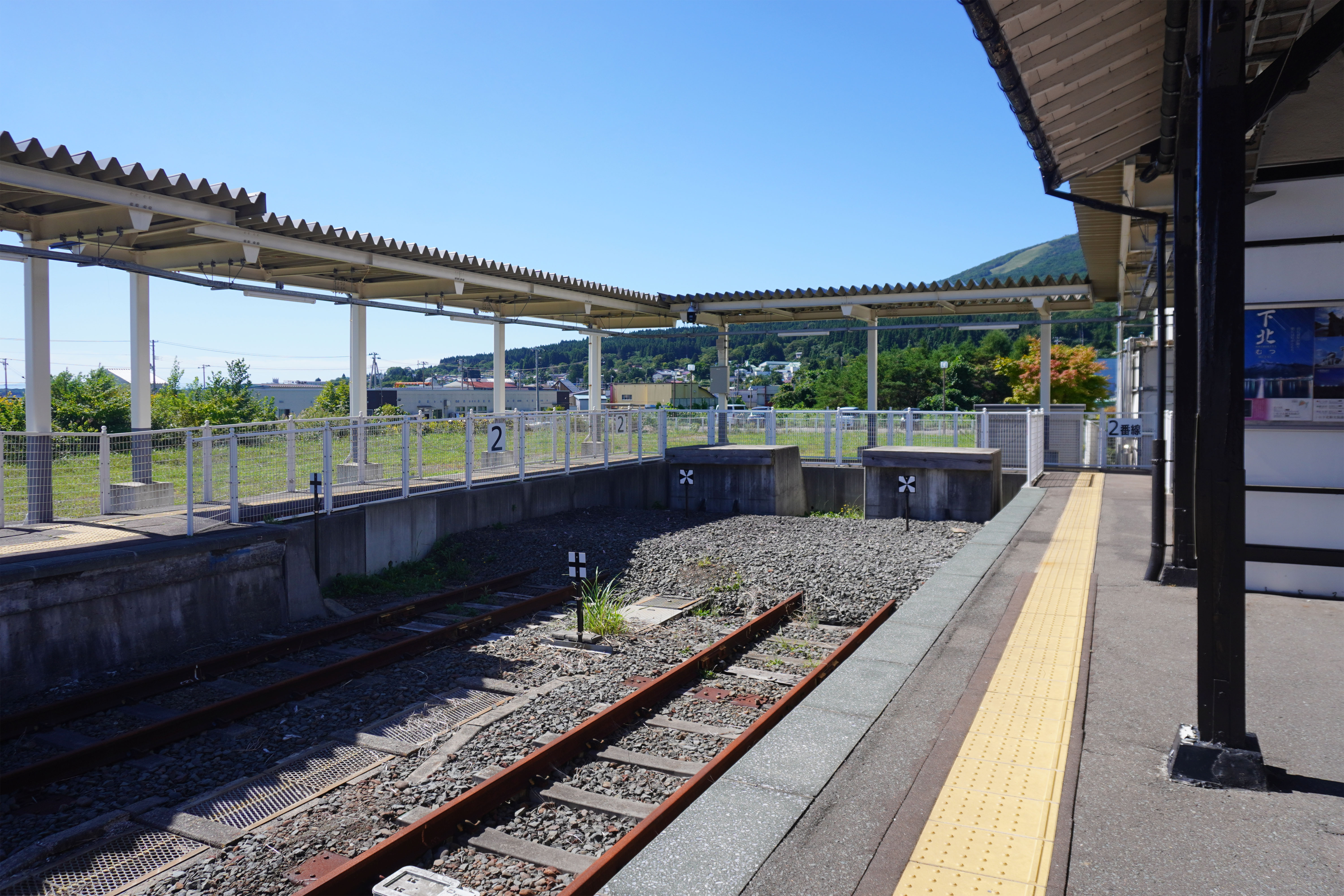
大湊線終端部（2024年9月）

## 利用状況
JR東日本によると、2023年度（令和5年度）の1日平均乗車人員は105人である。
2000年度（平成12年度）以降の推移は以下のとおりである。
| 1日平均乗車人員推移 | 1日平均乗車人員推移 | 1日平均乗車人員推移 | 1日平均乗車人員推移 | 1日平均乗車人員推移 |
| 年度                | 定期外              | 定期                | 合計                | 出典                |
| ------------------- | ------------------- | ------------------- | ------------------- | ------------------- |
| 2000年（平成12年）  |                     |                     | 203                 | [ 利用客数 2 ]      |
| 2001年（平成13年）  |                     |                     | 189                 | [ 利用客数 3 ]      |
| 2002年（平成14年）  |                     |                     | 200                 | [ 利用客数 4 ]      |
| 2003年（平成15年）  |                     |                     | 182                 | [ 利用客数 5 ]      |
| 2004年（平成16年）  |                     |                     | 190                 | [ 利用客数 6 ]      |
| 2005年（平成17年）  |                     |                     | 192                 | [ 利用客数 7 ]      |
| 2006年（平成18年）  |                     |                     | 258                 | [ 利用客数 8 ]      |
| 2007年（平成19年）  |                     |                     | 280                 | [ 利用客数 9 ]      |
| 2008年（平成20年）  |                     |                     | 282                 | [ 利用客数 10 ]     |
| 2009年（平成21年）  |                     |                     | 263                 | [ 利用客数 11 ]     |
| 2010年（平成22年）  |                     |                     | 240                 | [ 利用客数 12 ]     |
| 2011年（平成23年）  |                     |                     | 145                 | [ 利用客数 13 ]     |
| 2012年（平成24年）  | 111                 | 46                  | 158                 | [ 利用客数 14 ]     |
| 2013年（平成25年）  | 110                 | 65                  | 175                 | [ 利用客数 15 ]     |
| 2014年（平成26年）  | 110                 | 64                  | 174                 | [ 利用客数 16 ]     |
| 2015年（平成27年）  | 112                 | 70                  | 182                 | [ 利用客数 17 ]     |
| 2016年（平成28年）  | 107                 | 55                  | 162                 | [ 利用客数 18 ]     |
| 2017年（平成29年）  | 105                 | 57                  | 162                 | [ 利用客数 19 ]     |
| 2018年（平成30年）  | 102                 | 42                  | 145                 | [ 利用客数 20 ]     |
| 2019年（令和元年）  | 94                  | 38                  | 132                 | [ 利用客数 21 ]     |
| 2020年（令和02年）  | 37                  | 35                  | 73                  | [ 利用客数 22 ]     |
| 2021年（令和03年）  | 40                  | 33                  | 74                  | [ 利用客数 23 ]     |
| 2022年（令和04年）  | 60                  | 32                  | 93                  | [ 利用客数 24 ]     |
| 2023年（令和05年）  | 72                  | 32                  | 105                 | [ 利用客数 1 ]      |

## 駅周辺
むつ市中心部（むつ市役所）の最寄り駅は下北駅である。
- 青森みちのく銀行大湊支店
- 青森県信用組合大湊支店
- 青森県立むつ工業高等学校
- 青森県立大湊高等学校
- 大湊駅前郵便局
- 大湊郵便局
- 大湊港
- 国道338号
- ジェイアールバス東北大湊支所（JRバス田名部行「山田」下車）
- 青い森信用金庫大湊支店
- フォルクローロ大湊
- マエダストア大湊店
- むつ運動公園
- むつ警察署大湊交番
- 下北地域広域行政事務組合大湊消防署
- むつ保健所
- むつ克雪ドーム
- ウェルネスパーク

## バス路線

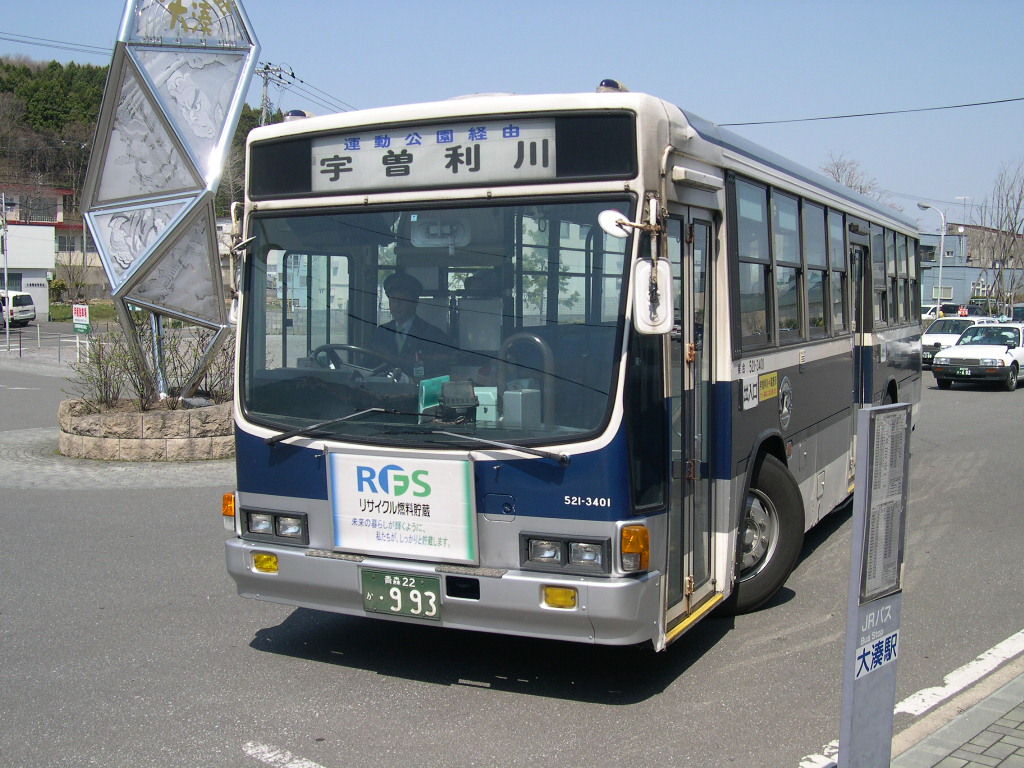
バス乗り場（2019年9月）

駅前に「大湊駅」停留所があり、下記の各路線が発着する。
- JRバス東北
  - 下北本線：田名部／宇曽利川・泉沢・大湊高校・脇野沢庁舎前

- 下北観光ルートバス
  - 「ぐるりんしもきた号」（予約制）[7]

## その他
「下北観光の拠点として恐山や寒立馬の尻屋岬、ニホンザル生息のむつ市脇野沢への発着駅」として、東北の駅百選に選定された。

## 隣の駅
東日本旅客鉄道（JR東日本）
■大湊線
□快速「しもきた」・■普通
下北駅 - 大湊駅

### 記事本文